# Certima straminea
Certima straminea är en fjärilsart som beskrevs av Paul Dognin 1911. Certima straminea ingår i släktet Certima och familjen mätare. Inga underarter finns listade i Catalogue of Life.